# Schwarzenköpfel
Das Schwarzenköpfel ist ein Berg in den Ammergauer Alpen auf dem gemeindefreien Gebiet Ettaler Forst.
Der Kreuzspitze nördlich vorgelagert befindet sich ein kurzer Grat der vom Schwarzenköpfel abgeschlossen wird. Über das Schwarzenköpfel führt der Normalweg von Norden zur Kreuzspitze.